# Saison 2022-2023 du Paris Football Club
 (février 2024).
Si vous disposez d'ouvrages ou d'articles de référence ou si vous connaissez des sites web de qualité traitant du thème abordé ici, merci de compléter l'article en donnant les références utiles à sa vérifiabilité et en les liant à la section « Notes et références ».
Maillots
Dernière mise à jour : 20/12/2023.
Chronologie
Saison précédente Saison suivante
La saison 2022-2023 du Paris Football Club, voit le club disputer la quatre-vingt-quatrième édition du Championnat de France de football de Ligue 2, championnat auquel le club participe pour la sixième fois depuis 1983, ceci après avoir terminé quatrième de Ligue 2 2021-2022.
Le club finira à la 7ème place, avec 55 points, devant notamment l'AS Saint-Etienne et Grenoble, et verra le départ à la retraite de son emblématique gardien Vincent Demarconnay . Morgan Guilavogui marquera 15 buts durant cette saison et partira au RC Lens, 2ème de Ligue 1 2022-2023. 
Cette saison permit au club de dépasser deux fois la barre des 10.000 spectateurs au Stade Charléty, contre Bordeaux et Saint-Etienne.

## Parcours en coupes

### Coupe de France de football
Le Paris Football Club entame sa campagne lors du 7e tour de la Coupe de France 2022-2023.